# 多疣懸蘚
多疣懸蘚（学名：Barbella pendula）为蔓蘚科懸蘚屬下的一个种。

## 扩展阅读
- 維基物種上的相關：多疣懸蘚